# Xeneretmus triacanthus
Xeneretmus triacanthus és una espècie de peix pertanyent a la família dels agònids.

## Descripció
- Fa 18 cm de llargària màxima.
- Nombre de vèrtebres: 41-42.
- Aleta caudal petita.
- Aletes pèlviques curtes.[6][7]

## Depredadors
Als Estats Units és depredat pel lleó marí de Califòrnia (Zalophus californianus).

## Hàbitat
És un peix marí i batidemersal que viu entre 73 i 373 m de fondària.

## Distribució geogràfica
Es troba al Pacífic oriental: des de la Colúmbia Britànica (el Canadà) fins a la Baixa Califòrnia (Mèxic).

## Observacions
És inofensiu per als humans.